# Unione Sportiva Pistoiese 1921 2020-2021
Questa voce raccoglie le informazioni riguardanti l'Unione Sportiva Pistoiese nelle competizioni ufficiali della stagione 2020-2021.

## Stagione
Nella stagione 2020-2021 la Pistoiese disputa il girone A del campionato di Serie C, raccoglie 31 punti con il terz'ultimo posto. Sul campo quindi retrocede in Serie D, ma poi viene ripescata per tornare così a disputare il terzo livello del calcio nazionale nella prossima stagione. Tre sono stati i tecnici che hanno cercato di far mantenere la categoria ai toscani, senza riuscirci. Per questa stagione non si è disputata la Coppa Italia di Serie C.

## Divise e sponsor
Per la stagione 2020-2021 lo sponsor tecnico è nuovamente Legea, mentre lo sponsor ufficiale è, come nella scorsa stagione, Vannucci Piante.

## Organigramma societario
Area direttiva
- Presidente: Orazio Ferrari
- Presidente Holding Arancione: Andrea Bonechi
- Direttore Generale: Marco Ferrari
- Consulente legale: Federico Spinicci
- Consulente del lavoro: David Lotti
- Delegato ai rapporti con CF Pistoiese 2016: Stefano Baccelli

Area amministrativa
- Responsabile Amministrativo: Marco Ascoli
- Segretario Generale: Alessio Torricelli
- Responsabile biglietterie: Franco Parigini
- Responsabile bar stadio: Lucia Paciello

Area comunicazione e marketing
- Direttore Ufficio Stampa: Stefano Baccelli
- Direttore Marketing: Tommaso Innocenti
- Responsabile Grafica: Supernova ADV
- Responsabile hospitality: Linda Samoni
- Fotografi ufficiali: Carlo Quartieri, Niccolò Parigini
- SLO (Supporter Liaison Officer): Gabriele Turelli
- Speaker stadio: Alberto Bigagli, Stefano Carradori

Area Sicurezza
- Delegato alla sicurezza: Massimo Melani
- Resp. tornelli e videosorveglianza stadio: Rosario Savasta
- Responsabile rapporti con Co.Vi.Soc: Andrea Bonechi

Area sportiva
- Direttore Sportivo: Giovanni Dolci
- Club manager: Fabio Fondatori
- Main Sponsor: Vannino Vannucci

Area tecnica
- Allenatore: Nicolò Frustalupi, poi Giancarlo Riolfo, poi Stefano Sottili
- Allenatore in seconda: Antonio Niccolai
- Preparatore portieri: Enzo Biato
- Preparatore atletico: Marco Coralli
- Team manager: Vanni Pessotto
- Direttore dell’Area Tecnica: Federico Bargagna
- Direttore Tecnico: Raffaele Pinzani
- Magazziniere: Stefano Tempestini

Area medica
- Medico sociale/addetto emergenze stadio: Gianluca Taliani Leonardo Zogheri
- Fisioterapista: Matteo Farnocchia, Edoardo Cantilena
- Recupero infortuni: Giorgio Datteri

## Rosa
Dal sito internet ufficiale della società.
| N. |                   | Ruolo | Calciatore           |
| -- | ----------------- | ----- | -------------------- |
| 1  | Italia (bandiera) | P     | Filippo Perucchini   |
| 2  | Italia (bandiera) | D     | Enrico Pezzi         |
| 3  | Italia (bandiera) | D     | Andrés Llamas        |
| 4  | Italia (bandiera) | C     | Francesco Cerretelli |
| 5  | Italia (bandiera) | D     | Federico Mazzarani   |
| 6  | Italia (bandiera) | D     | Matteo Salvi         |
| 7  | Italia (bandiera) | C     | Francesco Valiani    |
| 8  | Italia (bandiera) | C     | Emanuele Spinozzi    |
| 9  | Italia (bandiera) | A     | Niccolò Gucci        |
| 10 | Italia (bandiera) | C     | Alessandro Cesarini  |
| 11 | Italia (bandiera) | D     | Edoardo Pierozzi     |
| 12 | Italia (bandiera) | P     | Niccolò Vivoli       |
| 13 | Italia (bandiera) | D     | Matthias Solerio     |
| 14 | Italia (bandiera) | D     | Mirko Romagnoli      |
| 15 | Italia (bandiera) | D     | Giorgio Cavalli      |

| N. |                     | Ruolo | Calciatore            |
| -- | ------------------- | ----- | --------------------- |
| 16 | Italia (bandiera)   | D     | Vincenzo Camilleri    |
| 17 | Italia (bandiera)   | A     | Matteo Chinellato     |
| 18 | Italia (bandiera)   | D     | Vincenzo Pio Giordano |
| 19 | Romania (bandiera)  | A     | Raoul Mal             |
| 20 | Italia (bandiera)   | A     | Matteo Stoppa         |
| 21 | Italia (bandiera)   | A     | Francesco Renzi       |
| 22 | Italia (bandiera)   | P     | Francesco Serra       |
| 23 | Italia (bandiera)   | C     | Pietro Tempesti       |
| 24 | Italia (bandiera)   | D     | Federico Simonti      |
| 25 | Italia (bandiera)   | C     | Filippo Romani        |
| 28 | Albania (bandiera)  | C     | Sildi Lakti           |
| 27 | Italia (bandiera)   | D     | Genny Rondinella      |
| 32 | Italia (bandiera)   | C     | Lorenzo Simonetti     |
| 33 | Ungheria (bandiera) | C     | Atila Varga           |
| 34 | Italia (bandiera)   | A     | Pietro Rovaglia       |

## Risultati

### Serie C

#### Girone di andata
| Arbitro: | Panettella (Gallarate) |

|             |           |               |
| Solerio 83’ | Marcatori | 17’ Chiarello |

| Arbitro: | Ancora (Roma) |

|                 |           |  |
| Gabrielloni 90’ | Marcatori |  |

| Arbitro: | E. Longo (Cuneo) |

|                 |           |                |
| A. Cesarini 15’ | Marcatori | 29’ M. Morello |

| Busto Arsizio 11 ottobre 2020, ore 15:00 4ª giornata | Pro Patria                         | 0 – 0 | Pistoiese | Stadio Carlo Speroni\| Arbitro: \| Carrione (Castellammare di Stabia) \| |
| Arbitro:                                             | Carrione (Castellammare di Stabia) |       |           |                                                                          |

| Arbitro: | Collu (Cagliari) |

|                              |           |                   |
| Valiani 19’ Chinellato 90+2’ | Marcatori | 86’ (rig.) Miceli |

| Arbitro: | Pirrotta (Barcellona Pozzo di Gotto) |

|                                         |           |  |
| T. Schirò 80’ S. Infantino 90+2’ (rig.) | Marcatori |  |

| Arbitro: | Baratta (Rossano) |

|                |           |                        |
| N. Gucci 90+3’ | Marcatori | 6’ Pecorini 68’ Gualdi |

| Arbitro: | Sfira (Pordenone) |

|             |           |  |
| Manconi 88’ | Marcatori |  |

| Arbitro: | Arace (Lugo) |

|                |           |  |
| Pierozzi 90+4’ | Marcatori |  |

| Arbitro: | Maggio (Enna) |

|                       |           |  |
| M. Rolando 74’ (rig.) | Marcatori |  |

| Arbitro: | Scarpa (Collegno) |

|                |           |                                     |
| Chinellato 27’ | Marcatori | 42’ (rig.) Ladinetti 54’ Giandonato |

| Arbitro: | Giaccaglia (Jesi) |

|                        |           |                               |
| Petrelli 10’, 24’, 28’ | Marcatori | 32’ Cesarini 48’ M. Romagnoli |

| Arbitro: | Tremolada (Monza) |

|                            |           |  |
| Chinellato 29’ Valiani 81’ | Marcatori |  |

| Arbitro: | Grasso (Ariano Irpino) |

|                                                        |           |           |
| Capogna 31’ (rig.) Iocolano 45’ Mastroianni 84’, 90+1’ | Marcatori | 85’ Gucci |

| Arbitro: | Nicolini (Brescia) |

|            |           |  |
| Valiani 6’ | Marcatori |  |

| Arbitro: | Petrella (Viterbo) |

|                             |           |                     |
| Possenti 49’ Maistrello 72’ | Marcatori | 89’ (rig.) Cesarini |

| Arbitro: | Cavaliere (Paola) |

|                          |           |  |
| Valiani 25’ Pierozzi 73’ | Marcatori |  |

| Arbitro: | Galipò (Prato) |

|  |           |                          |
|  | Marcatori | 77’ Mazzarani 80’ Stoppa |

| Arbitro: | Milone (Taurianova) |

|             |           |              |
| Valiani 85’ | Marcatori | 90+2’ Ruocco |

#### Girone di ritorno
| Arbitro: | Pirrotta (Barcellona Pozzo di Gotto) |

|                                |           |  |
| Chiarello 56’ Castellano 90+4’ | Marcatori |  |

| Arbitro: | Moriconi (Roma) |

|             |           |  |
| Maurizi 73’ | Marcatori |  |

| Arbitro: | Vergaro (Bari) |

|                        |           |  |
| Morello 17’ Bariti 90’ | Marcatori |  |

| Arbitro: | Madonia (Palermo) |

|                |           |                            |
| Cerretelli 86’ | Marcatori | 10’ Bertoni 32’ Latte Lath |

| Arbitro: | E. Longo (Cuneo) |

|                                |           |  |
| Palma 26’ (rig.) Corbari 90+4’ | Marcatori |  |

| Arbitro: | Calzavara (Varese) |

|  |           |                           |
|  | Marcatori | 64’ Doumbià 67’ Marilungo |

| Arbitro: | Ubaldi (Roma) |

|                       |           |                          |
| Franco 9’ D'Amico 52’ | Marcatori | 10’ Solerio 90+4’ Baldan |

| Pistoia 28 febbraio 2021, ore CET 27ª giornata | Pistoiese         | 0 – 0 | AlbinoLeffe | Stadio Marcello Melani\| Arbitro: \| Giordano (Novara) \| |
| Arbitro:                                       | Giordano (Novara) |       |             |                                                           |

| Arbitro: | Villa (Rimini) |

|                           |           |  |
| Catanese 45+1’ Milani 46’ | Marcatori |  |

| Arbitro: | Pashuku (Albano Laziale) |

|  |           |              |
|  | Marcatori | 39’ L. Gatto |

| Arbitro: | Luciani (Roma) |

|          |           |  |
| Udoh 40’ | Marcatori |  |

| Arbitro: | Zamagni (Cesena) |

|                |           |                    |
| Chinellato 85’ | Marcatori | 69’ Marques Mendez |

| Arbitro: | N. Marini (Trieste) |

|                |           |  |
| F. Bianchi 49’ | Marcatori |  |

| Arbitro: | Petrella (Viterbo) |

|  |           |            |
|  | Marcatori | 54’ Masini |

| Arbitro: | Marcenaro (Genova) |

|                                                       |           |  |
| Mazzarani 6’ Braken 36’ Bussaglia 47’, 75’ Haoudi 88’ | Marcatori |  |

| Arbitro: | Natilla (Molfetta) |

|                |           |  |
| Chinellato 19’ | Marcatori |  |

| Arbitro: | Marotta (Sapri) |

|                             |           |                       |
| Malotti 22’ Lanini 41’, 43’ | Marcatori | 71’ Stoppa 85’ Baldan |

| Arbitro: | Saia (Palermo) |

|  |           |           |
|  | Marcatori | 67’ Raimo |

| Arbitro: | D'Ascanio (Ancona) |

|                          |           |  |
| Perna 48’ Dalla Bona 83’ | Marcatori |  |